# Great Wall Wingle
«Great Wall Wingle» — китайский малотоннажный грузовой автомобиль-пикап повышенной проходимости производства Great Wall Motors.

## Описание
Впервые автомобиль Great Wall Wingle появился в 2006 году в Гуанчжоу. Дизайн салона выполнен с привнесением американского стиля.
В модельный ряд входят заднеприводный пикап Wingle CC1031PS40 и полноприводный CC1031PS60. Электронно подключаемый привод с гипоидной главной передачей в сочетании с тяговым двигателем внутреннего сгорания и длинной подвеской позволяют автомобилю преодолевать более серьёзные препятствия. Клиренс — 194 мм.

### Great Wall Wingle 5
Данная модификация производится с 2010 года взамен устаревших модификаций. Рамный полноприводный пятиместный пикап построен на базе Hover H5.
Внешне автомобиль был тоже изменён: обновлены фары, фальшрадиаторная решётка и бампер. Из внутренних отличий, была улучшена проходимость.
Интерьер салона практически не изменился, кроме того, что было приподнято водительское кресло и была добавлена регулировка рулевого колеса. Автомобиль перевозит 4 пассажира и грузы до 975 килограмм.
Пикап Great Wall Wingle 5 оснащается системой полного привода с электронным управлением и возможностью выбора одного из 3 режимов — 2H, 4H и гипоидной главной передачи 4L — нажатием соответствующей кнопки на передней панели.
Стандартная комплектация Great Wall Wingle 5 включает в себя:
- CD-магнитолу с 4 динамиками,
- кожаную обшивку руля,
- передний подлокотник,
- кондиционер,
- обогрев зеркал,
- подогрев заднего стекла
- передние и задние стеклоподъёмники,
- антиблокировочную систему тормозов,
- AM/FM,
- иммобилайзер,
- центральный замок.